# Монреальская ратуша
Монреальская ратуша (англ. Montreal City Hall, фр. Hôtel de ville de Montréal) — здание в Монреале, являющееся резиденцией местных органов власти в провинции Квебек, Канада.
Первое здание, которое было построено в стране исключительно для муниципального управления. В 1984 году ратуша приобрела статус Национального исторического места Канады. Расположена по адресу Нотр-Дам стрит, 275; ближайшая к ней станция метро — Марсово поле — находится на Оранжевой линии монреальского метрополитена.

## История и архитектура
Пятиэтажное здание ратуши Монреаля спроектировано архитекторами Анри-Морисом Перро и Александром Хатчисоном в стиле второй ампир и было построено в 1872—1878 годах. Расположено в Старом Монреале, между площадью Жака Картье и парком Марсово поле.
Строительство здания началось в 1872 году, завершилось в 1878 году. Первоначальное здание было уничтожено пожаром в марте 1922 года, остались только внешние стены, при этом сгорел исторический архив города. Для реконструкции был приглашен архитектор Луи Паран (Louis Parant), который решил построить новое сооружение самонесущей стальной конструкцией, созданной внутри руин. Новое здание было спроектировано по образцу ратуши французского города Тур. Другие изменения коснулись реконструкции мансардной крыши в новом стиле бозар, с медным покрытием вместо прежнего шиферного.
В 1967 году президент Франции Шарль де Голль выступил с балкона ратуши с речью «Да здравствует свободный Квебек!».